# 梅津昭典
梅津 昭典（うめづ あきのり、1963年9月21日 - ）は、日本の元俳優、元子役。本名同じ。
東京都出身。劇団ひまわりに所属していた。

## 人物
体が丈夫でなかったことから、1969年7月に劇団ひまわりに入団する。1971年、テレビドラマ『おらんだ左近事件帖』でデビュー。『おらんだ左近』主演の高橋英樹に面倒を見てもらったことから高橋を尊敬する俳優に挙げている。1972年、『ウルトラマンA』第29話より梅津ダン役でレギュラー出演。当時は小学三年生で、算数と音楽を好きな科目に挙げており、趣味は野球と水泳であった。
映画トラック野郎シリーズには、第1作『トラック野郎・御意見無用』より出演している。これは、主人公の相棒である松下金造（通称：ヤモメのジョナサン）の次男役で、以後レギュラー出演を続けていた。第5作『トラック野郎・度胸一番星』に登場していないのは、松下の妻である君江役の春川ますみが出演していない関係で、「君江が出ないのに子供たちだけを出したくない」と監督の鈴木則文が判断したためである。次の第6作『トラック野郎・男一匹桃次郎』には登場したものの、第7作『トラック野郎・突撃一番星』には春川ともども登場していない。第8作『トラック野郎・一番星北へ帰る』から子役が全員入れ替えになったため、『〜男一匹桃次郎』が同シリーズ最後の出演となった。この入れ替えは、演出上の都合によるものだが、「（あと10作ぐらい続くと思っていたから変えたが）全10作で終わるなら、変えなくても良かった」と、監督の鈴木則文は述懐していた。
既に芸能活動は引退しており、かつての特撮番組を扱った書籍のインタビュー記事等にも登場することがなかったため、その後の消息は一般的には不明であったが、2021年3月6日、『ウルトラマンA』の主人公、北斗星司役の高峰圭二のTwitterで『吉村隊員、佐野さんのお陰で梅津ダン君と連絡が取れました。近い内に会いに行きます!』との書き込みがあり健在である事がわかった。梅津はトラック運転手等の仕事を経て新橋の居酒屋「美味ぇ津」を2013年より経営しており翌4月、「美味ぇ津」にて高峰と『ウルトラマンA』の美川隊員役の西恵子、同じく吉村隊員役の佐野光洋と約50年ぶりに再会したことが高峰のTwitterにて報告された。「美味ぇ津」は2019年のテレビ東京の『二軒目どうする？』や翌年のドラマ『今夜はコの字で』等で取り上げられ本人もドラマに出演している。
その後は2021年5月の配信イベント「輝け！エースチャンネル～高峰圭二と仲間たち」で高峰、西、佐野、『ウルトラマンA』の山中隊員役の沖田駿一郎と一緒に出演している。

## 出演作品

### テレビドラマ
- おらんだ左近事件帖（1971年 - 1972年、CX） - 二太
- ウルトラシリーズ　(TBS)
  - ウルトラマンA 第29話「ウルトラ6番目の弟」 - 第43話「冬の怪奇シリーズ! 怪談 雪男の叫び」（1972年 - 1973年） - 梅津ダン
  - ウルトラマンタロウ 第23話「やさしい怪獣お父さん!」（1973年） - 三島六郎
  - ウルトラマンレオ 第46話「恐怖の円盤生物シリーズ! 戦うレオ兄弟! 円盤生物の最後」（1975年） - 中山少年
- 走れ!ケー100 第7話「シュッシュッポッポ海の上!」（1973年、TBS） - アキオ
- 流星人間ゾーン 第8話「倒せ! 恐怖のインベーダー」（1973年、NTV） - 防人明の友人[注釈 1]
- ファイヤーマン 第26話「夕陽に光る岩山の秘密」（1973年、NTV） - さとし
- ロボット刑事 第17話「魔の泡に消されるな?!」（1973年、CX） - ミチオ
- キカイダー01 第36話「四次元の怪 恐怖のタイム旅行」（1974年、NET） - 平賀源太郎
- 江戸を斬る 梓右近隠密帳 第24話「狙われた秘薬」（1974年、TBS） - 正吉
- イナズマンF 第21話「死者部隊ルート047」(1974年、NET）- 倉山太一
- 円盤戦争バンキッド（1976年 - 1977年、NTV） - バンキッドオックス / 牛島二郎[注釈 2]
- 貝がらの街（1978年、NTV） - 佐川高志

### 映画
- メカゴジラの逆襲（1975年、東宝） - 街の少年[7][2][注釈 3]
- トラック野郎シリーズ （東映）- 松下幸次郎
  - トラック野郎・御意見無用（1975年）
  - トラック野郎・爆走一番星（1975年）
  - トラック野郎・望郷一番星（1976年）
  - トラック野郎・天下御免（1976年）
  - トラック野郎・男一匹桃次郎（1977年）